# Grotto Island
Grotto Island (sinngemäß aus dem Englischen übersetzt Grotteninsel) ist eine schmale Insel mit gezahntem Küstenverlauf westlich der Antarktischen Halbinsel. Sie liegt 170 m nördlich der Galíndez-Insel in der Gruppe der Argentinischen Inseln des Wilhelm-Archipels.
Eine Kartierung und Benennung nahmen Teilnehmer der British Graham Land Expedition (1934–1937) unter der Leitung des australischen Polarforschers John Rymill im Jahr 1935 vor. Namensgebend war eine Eisgrotte auf der Insel.